# Waarschoot
Waarschoot – dzielnica (deelgemeente) gminy Lievegem w Belgii, w Regionie Flamandzkim, w prowincji Flandria Wschodnia, w okręgu Gandawa. 1 stycznia 2020 roku liczyła 7967 mieszkańców. Do 31 grudnia 2018 samodzielna gmina.

## Demografia
- Źródła: NIS, od 1806 do 1981= według spisu; od 1990 liczba ludności w dniu 1 stycznia

1 stycznia 2020 całkowita populacja Waarschoot liczyła 7967 osób. Łączna powierzchnia gminy wynosi 21,91 km², co daje gęstość zaludnienia 364 mieszkańców na km².

## Transport
Znajduje się tutaj stacja kolejowa Waarschoot.